# Яковлева, Ольга Александровна
Ольга Александровна Яковлева (род. 1983, Тольятти, Куйбышевская область) — российская спортсменка, выступающая в спортивном скалолазании, серебряный призёр Чемпионата мира в категории боулдеринг и шестикратная чемпионка России.

## Биография

### Рождение, ранние годы
Родилась в Тольятти.
Закончила Тольяттинский Государственный университет, спортивный факультет

### Личная жизнь
Замужем, двое детей.

### Становление
Начала заниматься скалолазанием в 13 лет.
Основной тренер Антипов Вадим Георгиевич.
Тренеры: Дмитрий Анатольевич Бычков, Жанна Викторовна Антипова, Сергей Иванович Сигов.
2001 — третье место на этапе молодёжного Чемпионата Мира в Имсте (Австрия) в категории трудность.
2001 — UIAA Worldcup в городе Гап во Франции 2001 — 3 место.
2001 — победа в чемпионате России в боулдеринге. Чемпионат России по скалолазанию 2001 проходил в Уфе (октябрь).
2002 — международный фестиваль Arco Rockmaster в Италии — 1 место в боулдеринге.
2002 — UIAA Worldcup в городе Фьера-ди-Примьеро в Италии −2 место.
В 2002 году заняла третье место в общем зачете Кубка Мира.
2002 — победа в открытом чемпионате России в категории многоборье. Открытый чемпионат России проходил в Екатеринбурге.
2002 — первое место в Кубке России и молодёжном Кубке России.
2003 — победа в Чемпионате России в боулдеринге. Чемпионат России по скалолазанию 2003 проходил в Воронеже (апрель).
В 2004 году получила травму на Чемпионате мира. После травмы не участвовала в соревнованиях 7 лет.
В 2007 году переехала в Санкт-Петербург.

### Расцвет, зрелые годы
В 2010 году родила первого ребёнка.
После рождения первого ребёнка в 2011 году вернулась в соревнования.
2012 — победа в чемпионате России в боулдеринге. Чемпионат России 2012 по боулдерингу проходил в Красноярске (12-18 июня).
2012 — международный фестиваль Rockmaster в городе Арко в Италии (30-31 августа) — 1 место.
В 2012 году заняла второе место на Чемпионате мира по скалолазанию (12-16 сентября) в категории боулдергинг. Первое место заняла француженка Sandoz Mélanie. Ольга Яковлева пролезла одинаковое с Мелани количество трасс, но затратила больше попыток.
В 2013 году в 7-й раз выиграла Чемпионат России и в четвёртый раз в боулдеринге. Чемпионат России 2013 по боулдерингу проходил в Москве (11-14 июня).
2014 — второе место на втором этапе Кубка России в Красноярске в дисциплине боулдеринг.
2014 — второе место на Чемпионате России в Москве.
В 2015 году родила второго сына.
В 2016 году заняла первое место на чемпионате мира среди военнослужащих CISM-2016 в боулдеринге. Чемпионат проходил в Бельгии в городе Тилен.
В 2017 заняла второе место на III зимних Всемирных военных играх в Сочи в категории болудреринг.
В 2018 году не участвовала в соревнованиях.
В 2019 заняла третье место на Кубке России по боулдергингу.
В настоящее время тренирует скалолазов спортсменов и любителей в Санкт-Петербурге.

## Достижения
Спортивное звание: МСМК
Серебряная призерка Чемпионата мира в категории боулдеринг 2012.
Бронзовая призерка Кубка мира в категории боулдеринг 2002.
Шестикратная чемпионка России — четырежды в боулдеринге (2001, 2003, 2012, 2013), а также в многоборье (2002 — открытый Чемпионат РФ) и трудности (2002 — Кубок РФ).

## Оценки
Лучший скалолаз 2011-12 годов 3-й степени в дисциплине боулдеринг по версии комиссии спортсменов.

## Воинские звания
Старший прапорщик Вооруженных сил Российской Федерации.